# Der Krieg hat kein weibliches Gesicht (Film)
Der Krieg hat kein weibliches Gesicht (russischer Originaltitel У войны не женское лицо; U woiny ne schenskoje lizo) ist ein sowjetischer Dokumentarfilm des Regisseurs Wiktar Daschuk (* 1938) aus den Jahren 1980 bis 1984 nach dem Szenarium von Swetlana Alexijewitsch.

## Inhalt
Der Film beschreibt in sieben losen Folgen von ca. 10 bis 25 Minuten Länge die Schicksale sowjetischer Frauen, die im Großen Vaterländischen Krieg (siehe Deutsch-Sowjetischer Krieg) in den Jahren 1941 bis 1945 an der Front kämpften. Er griff damit ein Thema auf, das in der damaligen Sowjetunion kaum wahrgenommen wurde oder mit einem abwertenden Urteil belegt war. Grundlage des Films waren rund 500 Tonbandprotokolle der Journalistin Swetlana Alexijewitsch (* 1948), die später daraus ein inzwischen weltweit verlegtes Buch verfasste. Diese Frauen hatten in der Sowjetunion weitaus größere Schwierigkeiten als Männer ins Zivilleben zurückzufinden – trotz eines Erlasses Stalins, der sie protektionierte. Die den Männern vergönnte Anerkennung wurde nur Frauen zuteil, die zu einem Offiziersrang gelangt waren und deshalb in den Veteranenkomitees ihrer Stimme mehr Gewicht geben konnten.
Für den Film hat der Regisseur mit einigen der aus diesem Material bekannten Frauen Interviews geführt, in denen sie über die besondere Situation von Frauen im Fronteinsatz berichten. Die Originaltöne kombiniert er mit historischen dokumentarischen Filmaufnahmen. Diese bestehen vorwiegend aus Resten, die für andere Filme keine Verwendung fanden – unter anderem wegen technischer Mängel, weil die unter Frontbedingungen eingesetzten Kameras ungleichmäßige Aufnahmegeschwindigkeiten erzeugten. Deshalb, aber zugleich als ästhetisches Mittel, hat Daschuk sie in Zeitlupe in den Film eingebaut. Der gesamte Film, einschließlich der Interviews, wurde in Schwarz-Weiß hergestellt.

## Teile des Films
Die sieben Teile entstanden nacheinander als abgeschlossene Einzelfilme, die nach und nach schon vor dem Ende des Gesamtprojekts öffentlich aufgeführt wurden.
- Teil 1: Dieses Mädchen war nicht ich …[3]  (russ.: Это была не я…, Eto byl nje ja…), 19:43 min.
- Teil 2: Ich wollte schießen … (russ.: Стрелять хотела…, Streljat chotjela), 16:25 min.
- Teil 3: Ich habe Sie getroffen …[3] (russ.: Я встретил вас…, Ja wstretil was…), 9:54 min.
- Teil 4: Wenn ein Mädchen geboren wird … (russ.: Если родится девочка…, Jesli roditsa djewotschka…), 19:47 min.
- Teil 5: Dann weinte ich nicht … (russ.: Тогда я не плакала…, Togda ja nje plakala…), 13:44 min.
- Teil 6: Nächstenliebe (russ.: Милосердие, Miloserdije), 19:09 min.
- Teil 7: Nebliger Morgen, grauer Morgen … (russ.: Утро туманное, утро седое…, Utro tumannoja, utro sedoje…), 24:43 min.

## Filmschöpfer
Der Film entstand bei der weißrussischen staatlichen Filmproduktionsgesellschaft Belarusfilm (gegr. 1928).
- Im Vorspann genannt:
  - W. Daschuk
  - S. Alexijewitsch
- Im Abspann genannt:
  - W. Daschuk – Regisseur
  - Ju. Elchow – Kamera
  - S. Petrowskij – Kamera
  - W. Giljewitsch – Redakteur
  - A. Sokolow – Redakteur
  - B. Smirnow – Trickkamera
  - A Saljesskij – Direktor

## Der Film in der DDR
Im November 1983 – vor Beginn der ideologischen Öffnung der Sowjetunion (Perestroika) – wurde ein schon fertiggestellter Teil des Films zum Leipziger Dokumentarfilmfestival eingereicht und erhielt dort den Findlingspreis und mit der Silbernen Taube einen der Hauptpreise. 1984 wurden die Teile 1–6 in einer Sondervorstellung im Kino Babylon mit deutscher Synchronübersetzung aufgeführt, ebenso im Rahmen des Nationalen Jugendfestivals der DDR (9. Juni 1984). In der Kulturzeitschrift Sinn und Form berichtete Ernst Schumacher in einem längeren Beitrag darüber. In einem größeren Rahmen wurde der Film nicht aufgeführt. Das aus dem Material von Swetlana Alexijewitsch entstandene Theaterstück hatte im Theater im Palast im Oktober 1985 Premiere. Das Buch erschien auf Deutsch 1987 im Henschelverlag, zuvor gab es einen 19-seitigen Auszug in Sinn und Form 3/1985.

## Auszeichnungen
- 1983: Silberne Taube auf dem Leipziger Dokumentarfilm-Festival (für den dort vorgestellten Teil des Films)
- 1983: Findlingspreis[7]
- 1985: Staatspreis der UdSSR (zweithöchste sowjetische Auszeichnung) für Regisseur Wiktor Daschuk für den zweiteiligen Filmzyklus, zu dem auch Der Krieg hat kein weibliches Gesicht gehört.